# Rodrigo Basto Júnior
Rodrigo Bessone Basto Júnior (Lisbona, 29 marzo 1919 – ...) è stato un pallanuotista portoghese, che ha partecipato alle Olimpiadi estive di Helsinki 1952.